# Retrospektïẁ III
Albums de Magma
Attahk
(1977) Retrospektïẁ I-II
(1981)
Retrospektïẁ III est un album live du groupe français de rock progressif Magma. Il a été enregistré à l'Olympia de Paris entre le 9 et le 11 juin 1980.

## Parution

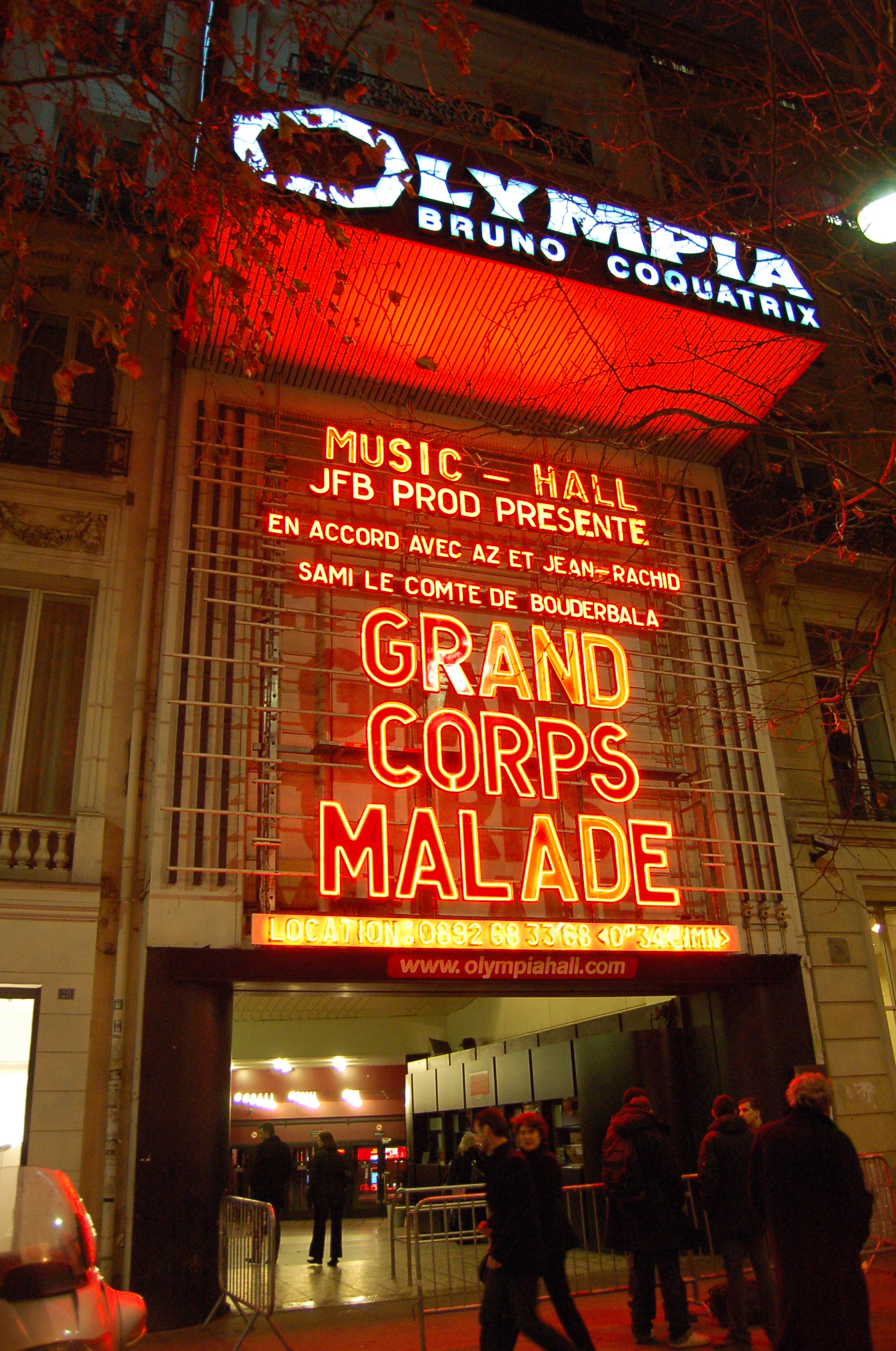
Lieu de prise de vue Salle de concert Olympia, Paris (photo 2009)

Le disque est initialement paru sous la forme d'un album vinyle sur le label RCA (référence PL 37481). Curieusement, il est sorti avant Retrospektïẁ I-II. Il a été réédité en CD par Seventh Records (référence REX XV).
Il contient trois morceaux, Retrovision, longue pièce revisitant plusieurs thèmes emblématiques du groupe et en inventant d'autres , Hhaï dans une version plus longue que celle de Live / Hhaï et enfin, dans un registre nettement plus apaisé, "La" Dawotsin où la voix de Christian Vander est exploitée d'une manière plus sophistiquée qu'auparavant.

## Liste des titres
1. Retrovision (Je suis revenu de l'univers) (18:17)
2. Hhaï (version intégrale) (13:24)
3. "La" Dawotsin (4:08)

## Musiciens
- Christian Vander - batterie, piano, chant solo sur Hhaï et "La" Dawotsin
- René Garber - 1er lieutenant
- Stella Vander - chant (1,2,3)
- Maria Popkiewicz - chant (1,2,3)
- Liza Deluxe - chant (1,2,3)
- Jean-Luc Chevalier - guitare (1,2), basse (1)
- Dominique Bertram - basse (1)
- Bernard Paganotti - basse (2,3)
- Didier Lockwood - violon (2)
- Benoît Widemann - piano Helpinstill, piano Fender, minimoog, Kobol, Prophet (1,2)
- Jean-Pierre Fouquey - piano Fender (1,2)
- Guy Khalifa - chant (1,3), claviers (1)
- Francois Laizeau - percussions (1,2)